# Théorie du primate aquatique
 (mars 2024).
Si vous disposez d'ouvrages ou d'articles de référence ou si vous connaissez des sites web de qualité traitant du thème abordé ici, merci de compléter l'article en donnant les références utiles à sa vérifiabilité et en les liant à la section « Notes et références ».

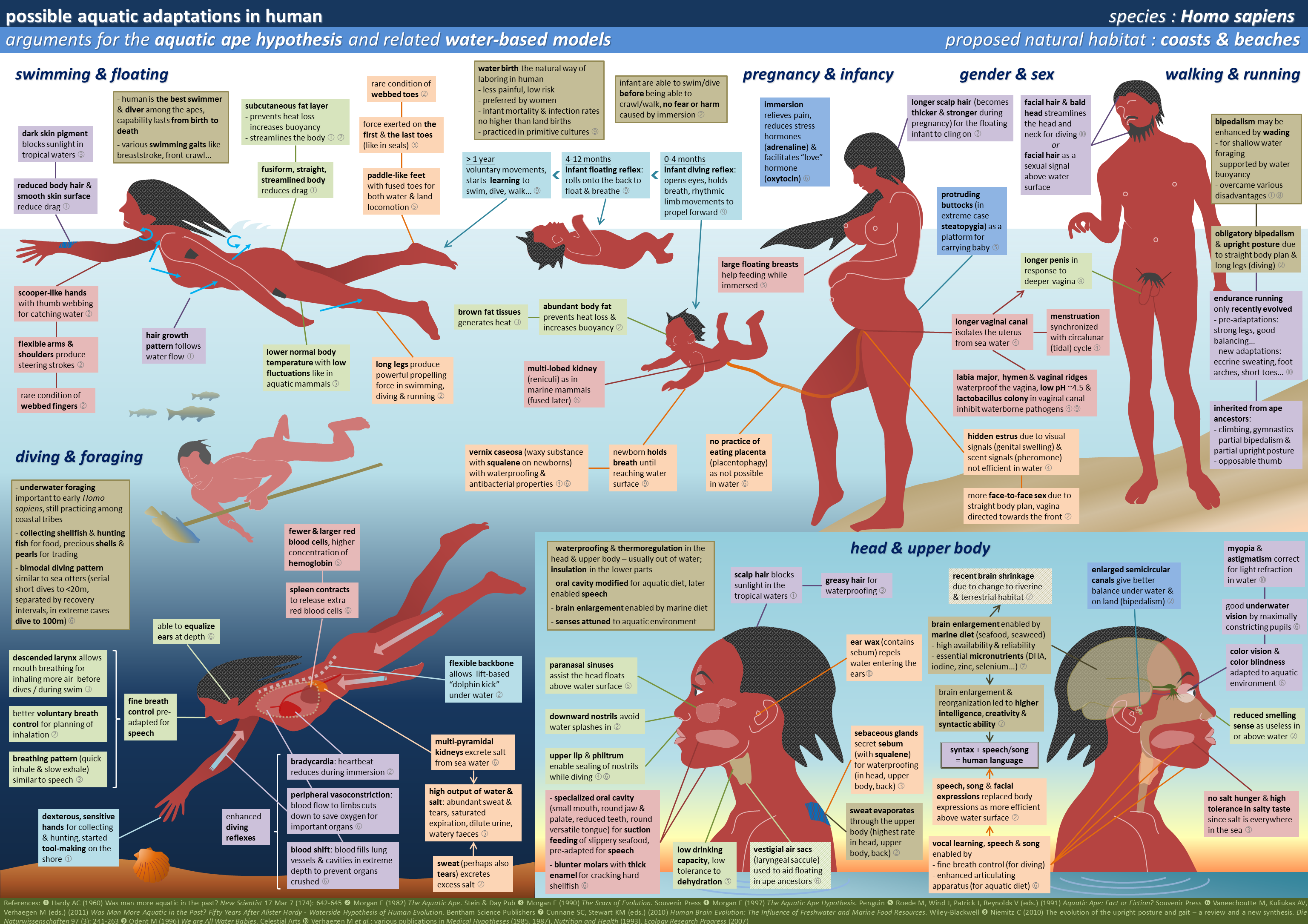
La théorie de l'homininé aquatique suggère que de nombreuses caractéristiques propres au genre Homo seraient explicables par des adaptations à un épisode de vie semi-aquatique.

La théorie de l'homininé aquatique est une théorie qui propose que des homininés se seraient adaptés à une vie dans un milieu semi-aquatique, en bord de mer ou de lac, ce qui aurait contribué à l'apparition de divers traits propres aux Hominina par rapport aux chimpanzés, notamment la perte de la fourrure et l'acquisition de la bipédie. Cette théorie est marginale parmi les chercheurs en paléoanthropologie, qui lui préfèrent pour la plupart d'autres modèles, parmi plus d'une douzaine de théories cherchant à expliquer l'apparition de la bipédie chez les Hominina, que ce soit dans un contexte de savane ou de forêt.

## Historique
La théorie de l'homininé aquatique a été émise pour la première fois en 1960 par Alister Hardy. Elle a été reprise et développée par l'écrivain Elaine Morgan dans les années 1980 et 1990, notamment grâce à la diffusion de plusieurs études et documents (photos, films) de provenances variées (Galdikas, Ellis, Sommer & Amman, Doran & McNeilage, Parnell, et d'autres) montrant des singes marchant et ayant des activités dans l'eau. On constate dans la nature que les grands singes tels les bonobos, chimpanzés, orang-outans peuvent nager, mais les chimpanzés évitent généralement de le faire autant que possible.

## Arguments avancés par la théorie

### Graisse sous-cutanée
L'Homme est l'hominidé le plus gras, avec le plus de cellules lipidiques en proportion du poids. Deux sortes d'animaux seulement montrent cette tendance : ceux qui hibernent (graisse saisonnière), et les animaux aquatiques (graisse permanente comme isolant thermique).[réf. nécessaire]
Les mammifères terrestres ont plutôt tendance à stocker la graisse à l'intérieur du corps, surtout autour des reins et intestins. Les mammifères aquatiques stockent la majeure partie de leur graisse juste en dessous de la peau. Or les humains ont également essentiellement de la graisse sous-cutanée. La facilité des humains actuels à prendre du poids pourrait dans cette hypothèse être un vestige d'un mode de vie aquatique ancien.

### Absence de fourrure
Le genre Homo est le seul primate à ne pas avoir de fourrure. Or deux habitats seulement amènent ce phénomène : souterrain ou aquatique. L'apilosité aurait évolué dans un environnement aquatique ou semi-aquatique préalable à celui de la savane, puisqu'elle est un inconvénient pour les primates terrestres (transport des plus jeunes et nourrissons).
Les chercheurs estiment toutefois que les Hominina pré-Homo avaient conservé leur fourrure, et que celle-ci n'a été perdue progressivement que chez le genre Homo, soit quelque 5 millions d'années après l'apparition des Hominina. L'explication admise actuellement est que la fourrure gêne la transpiration, transpiration qui permet de refroidir le corps chez l'Homme lors d'efforts prolongés,.

### Contrôle respiratoire
L'espèce humaine a le contrôle de son système respiratoire — comme les mammifères aquatiques (phoques, dauphins…) qui en ont besoin pour contrôler la quantité d'air nécessaire à une plongée, contrairement à la plupart des mammifères terrestres. On peut penser que sans cette faculté nous n'aurions pas pu parler.
Ledit système respiratoire a aussi la particularité, en commun chez les mammifères avec le lion de mer et le dugong seulement (deux mammifères marins), de la descente du larynx, qui est chez l'Homme placé dans la gorge et non dans la fosse nasale. Les autres mammifères doivent faire descendre leur larynx pour émettre un appel — une fois l'appel fini, leur larynx remonte. Les enfants naissent ainsi : le larynx descend dans la gorge quelques mois après la naissance, ce qui amène l'entrée vers les poumons au même niveau que l'accès vers l'estomac et nécessite un système compliqué de déglutition. Ceci serait vraisemblablement une adaptation aquatique, puisque nous pouvons ainsi respirer par la bouche aussi bien que par le nez, donc avaler de l'air plus vite que par les seuls orifices nasaux. Les seuls oiseaux qui respirent uniquement par la bouche sont des plongeurs comme le pingouin, le pélican ou d'autres similaires.[réf. souhaitée]
L'explication admise actuellement est que c'est la bipédie qui a provoqué la descente du larynx et permis la parole.

### Glandes sudoripares
Les humains suent avec des glandes sudoripares épidermiques différentes de celles des autres mammifères. Le système humain fait perdre une grande quantité d'eau et de sels minéraux. Il parait très peu probable que ce système de sudation se soit constitué dans la savane, où ces deux denrées sont rares mais cela ne prouve pas qu'il se soit constitué dans l'eau étant donné que les mammifères marins n'en ont pas ou peu.
L’espèce humaine a des millions de grosses glandes sébacées[réf. souhaitée], huilant toute la surface du corps (souvent les jeunes adultes souffrent d'acné). Celles des singes sont vestigiales. On n'a aucune justification de l'utilité de ces énormes glandes sébacées. Chez les autres animaux, la seule fonction connue est celle d'imperméabiliser la peau ou la fourrure mais elles existent aussi chez les mammifères non aquatiques.
Les mammifères marins n'ayant pas de glande sébacée, la théorie de l'homininé aquatique n'explique pas cette évolution.

### Larmes d'émotion
Chez les humains, les larmes d'émotion sont contrôlées par des nerfs différents de ceux qui provoquent les larmes dues à l'irritation (fumée, poussière…).[réf. souhaitée] Les humains sont les seuls animaux terrestres à avoir ce système. Certains oiseaux marins, reptiles marins et mammifères marins perdent de l'eau par les yeux, ou par des glandes nasales spéciales, quand ils ont avalé trop d'eau, ou quand ils sont excités émotionnellement (nourriture, agression, frustration).
Les baleines n'ont pas de glandes lacrymales mais des glandes Harderian qui remplissent les mêmes fonctions.

### Acides gras oméga-3
Les acides gras oméga-3, matière première pour les tissus du cerveau, sont abondants en milieu marin, mais relativement rares en milieu terrestre[réf. nécessaire]. Ils sont notamment un nutriment essentiel pour le cerveau. Puisqu'un gros cerveau peut être un avantage évolutif, pourquoi un seul homininé l'a-t-il acquis (et non pas plusieurs des candidats potentiels) ? Ce pourrait être parce qu'un seul avait dans ses ressources l'alimentation nécessaire.
Toutefois, les aliments issus de végétaux terrestres (huiles de noix, colza, lin, etc.) sont ceux en contenant le plus. De plus, l'augmentation de la taille du cerveau a commencé tardivement dans l'histoire évolutive de la lignée humaine, environ 5 millions d'années après l'apparition de la bipédie. Enfin, il a été démontré, que malgré leur caractère strictement terrestre, les hominini avaient accès à des ressources alimentaires aquatiques il y a deux millions d'année.

### Bipédie en milieu aquatique
Une stature et une locomotion bipèdes seraient avantageuses en milieu aquatique en permettant de s'aventurer en eaux plus profondes, d'éviter des contraintes anatomiques trop importantes, et de conserver un meilleur équilibre, tout en libérant les bras et les mains pour des tâches de collecte ou de maniement. D'autre part, un tel milieu, en soulageant une grande partie du poids, facilite grandement le passage à la bipédie (à la fois aux niveaux ontogénétique et phylogénétique), ce qui pourrait expliquer pourquoi les Hominina (et eux seuls) sont devenus bipèdes parmi les hominidés[réf. nécessaire].
On connait à ce jour deux autres genres fossiles d'hominidés ayant développé une adaptation à la bipédie : l'Oréopithèque (Italie, 7,5 Ma) et Danuvius (Allemagne, 11,6 Ma). Parmi les singes actuels, deux espèces montreraient une tendance plus marquée que les autres à se tenir et marcher debout au sol : le Nasique, dans les marais à mangroves de Bornéo ; le bonobo, ou chimpanzé pygmée, qui habite au Congo une forêt dont une grande partie est encore inondée annuellement.
Les grands singes ont plutôt tendance à marcher dans l'eau qu'à nager[réf. nécessaire].
L'Homme conduit souvent l'acte de reproduction ventre-à-ventre, ce qui peut être associé à sa bipédie[réf. nécessaire]. Ce comportement est très rare parmi les animaux terrestres, bien que le bonobo fasse de même. Par contre, il est courant chez les mammifères aquatiques : dauphins, castors, loutres… Notre trait commun avec ces animaux est d'avoir l'épine dorsale et les membres postérieurs alignés — ce qui se traduit sur la position des organes sexuels.
La plupart des spécificités de la physiologie humaine sont courantes chez les mammifères aquatiques bien que très rares chez ceux terrestres. On peut donc supposer que les ancêtres des humains actuels aient vécu pendant longtemps en habitat inondé, semi-aquatique — ce qui résout la majeure partie de ces questions de physiologie humaine restées jusque-là sans réponse. Le début de cette évolution coïnciderait avec la divergence entre les chimpanzés et les Hominina, il y a environ 7 millions d'années.

## Principales objections

### Absence de pilosité
La pilosité humaine est radicalement différente de celle de toutes les espèces aquatiques (à l'exception de l'hippopotame aquatique, espèce semi-aquatique. La théorie de l'homininé aquatique suggère plutôt, même si son nom prête à confusion, l'existence d'un ancêtre de type semi-aquatique. La comparaison avec les mammifères réellement aquatiques (Cétacés, Siréniens, etc.) est contestable dans la mesure où ces animaux ont acquis leurs caractéristiques au cours de périodes d'évolution beaucoup plus longues que le cas éventuel des Hominina [clarification chiffrée souhaitée]. Par ailleurs, de nombreux mammifères marins ont conservé une fourrure, notamment la loutre de mer ou de nombreux phoques.
En outre, les tenants de l'hypothèse aquatique suggèrent que l'ancêtre semi-aquatique supposé n'était donc pas complètement aquatique, alors qu'il parait peu vraisemblable qu'un trait de mammifère marin apparaisse sous une pression sélective bien plus faible que celle d'un milieu totalement aquatique. Le babiroussa est un suidé littoral tropical de taille moyenne qui est presque aussi dépourvu de pilosité que les humains.
La transpiration favorise l'homéothermie, particulièrement importante pour le fonctionnement du cerveau. Pour un animal dont le succès repose essentiellement sur un gros cerveau, il s'agit d'une adaptation clé. La transpiration en tant que moyen de thermo-régulation est plus efficace avec des poils fins et épars, ce qui permet l'accès de l'air à la peau. D'autre part, il se peut que l'absence de pilosité chez les humains soit simplement le résultat d'une sélection sexuelle en faveur des individus glabres.

### Bipédie
Aucun mammifère aquatique n'est bipède, même si les castors transportent fréquemment des matériaux de construction en se déplaçant sur deux pattes. Les mammifères qui sont occasionnellement bipèdes (comme les kangourous et certains primates) utilisent leur station érigée pour se déplacer, se nourrir et monter la garde, activités liées à la vie terrestre. En outre, pour demeurer dans des eaux peu profondes, il est utile d'avoir des membres inférieurs nettement plus longs que les membres supérieurs, comme c'est fréquemment le cas chez les oiseaux aquatiques, mais pas chez les Hominina pré-Homo.

### Respiration
La faculté de contrôler la respiration s'observe chez de nombreux autres mammifères, dont des primates (des macaques ont par exemple été observés en train de plonger à la recherche de nourriture sous l'eau) et les chiens, même si ce n'est pas au même degré que chez les humains, qui peuvent retenir volontairement leur respiration pendant plusieurs minutes.

#### Neutres
- (en) AAT discussion group.
- (en) Wisconsin Primate Research Centre.
- En quête d’indices dans les eaux du lagon : La récolte d’organismes marins serait-il un miroir de notre évolution passée ? Article spécialisé de Thomas Malm, paru dans HINA, les femmes et la pêche, n° 20, juin 2010, p. 10-16, édité par la Communauté du Pacifique.

#### Pour l'hypothèse
- (en) The Aquatic Ape Theory, argumentation d’Elaine Morgan.
- Pour Elaine Morgan, nous descendons de primates aquatiques. Conférence TED d’Elaine Morgan, sous-titrée en français.
- (en) Aquatic Ape Theory: The Most Plausible Explanation of Human Origins. De www.riverapes.com.
- (en) Langdon's critique of the aquatic ape hypothèses : not the last word, Algis V. Kuliukas.

#### Contre l'hypothèse
- (en) Aquatic Ape Theory: Sink or Swim? Site de Jim Moore.
- (en) Did humans descend from "aquatic apes"?